# Bundestagswahlkreis Döbeln – Grimma – Oschatz
Der Bundestagswahlkreis Döbeln – Grimma – Oschatz war von 1990 bis 2002 ein Wahlkreis in Sachsen. Er besaß die Nummer 312 und umfasste die Landkreise Döbeln, Grimma und Oschatz. Im Rahmen der Wahlkreisreform von 2002, bei der die Anzahl der Wahlkreise in Sachsen von 21 auf 17 reduziert wurde, wurde das Gebiet des Wahlkreises auf die Wahlkreise Döbeln – Mittweida – Meißen II, Delitzsch – Torgau-Oschatz – Riesa und Leipziger Land – Muldentalkreis aufgeteilt.
Das Direktmandat wurde stets von Manfred Kolbe (CDU) gewonnen.

## Bundestagswahl 1998
| Kandidaten                     | Kandidaten                 | Parteien/Listen     | Erststimmen | Erststimmen | Zweitstimmen | Zweitstimmen |
| Kandidaten                     | Kandidaten                 | Parteien/Listen     | Stimmen     | %           | Stimmen      | %            |
| ------------------------------ | -------------------------- | ------------------- | ----------- | ----------- | ------------ | ------------ |
|                                | Manfred Kolbegewählt im WK | CDU                 | 50.607      | 41,4        | 38.997       | 31,9         |
|                                | Rudolf Homann              | SPD                 | 37.698      | 30,9        | 37.093       | 30,4         |
|                                | Heiko Hilker               | PDS                 | 21.551      | 17,7        | 24.222       | 19,8         |
|                                | Holger Saß                 | GRÜNE               | 3.850       | 3,2         | 4.014        | 3,3          |
|                                | Wolfram Kreisel            | F.D.P.              | 3.526       | 2,9         | 4.974        | 4,1          |
|                                | –                          | BüSo                | –           | –           | 73           | 0,1          |
|                                | –                          | BFB – Die Offensive | –           | –           | 399          | 0,3          |
|                                | –                          | Chance 2000         | –           | –           | 353          | 0,3          |
|                                | –                          | DVU                 | –           | –           | 2.779        | 2,3          |
|                                | –                          | GRAUE               | –           | –           | 329          | 0,3          |
|                                | Tilo Eberhardt             | REP                 | 4.867       | 4,0         | 2.978        | 2,4          |
|                                | –                          | Pro DM              | –           | –           | 3.770        | 3,1          |
|                                | −                          | NPD                 | –           | –           | 1.874        | 1,5          |
|                                | –                          | ödp                 | –           | –           | 122          | 0,1          |
|                                | −                          | PBC                 | –           | –           | 166          | 0,1          |
|                                | –                          | DSU                 | –           | –           | –            | –            |
| Gesamt                         | Gesamt                     | Gesamt              | 122.099     | 100         | 122.143      | 100          |
|                                |                            |                     |             |             |              |              |
| Ungültige Stimmen              | Ungültige Stimmen          | Ungültige Stimmen   | 2.672       | 2,1         | 2.628        | 2,1          |
| Wähler                         | Wähler                     | Wähler              | 124.771     | 81,1        | 124.771      | 81,1         |
| Wahlberechtigte                | Wahlberechtigte            | Wahlberechtigte     | 153.935     |             | 153.935      |              |
|                                |                            |                     |             |             |              |              |
| Quellen: Der Bundeswahlleiter, |                            |                     |             |             |              |              |

## Bundestagswahl 1994
| Kandidaten                     | Kandidaten                 | Parteien/Listen   | Erststimmen | Erststimmen | Zweitstimmen | Zweitstimmen |
| Kandidaten                     | Kandidaten                 | Parteien/Listen   | Stimmen     | %           | Stimmen      | %            |
| ------------------------------ | -------------------------- | ----------------- | ----------- | ----------- | ------------ | ------------ |
|                                | Manfred Kolbegewählt im WK | CDU               | 57.340      | 55,8        | 51.081       | 49,4         |
|                                | –                          | SPD               | 26.461      | 25,7        | 26.016       | 25,2         |
|                                | –                          | PDS               | 15.637      | 15,2        | 15.979       | 15,5         |
|                                | –                          | GRÜNE             | –           | –           | 4.313        | 4,2          |
|                                | –                          | F.D.P.            | 3.403       | 3,3         | 3.959        | 3,8          |
|                                | –                          | GRAUE             | –           | –           | 402          | 0,4          |
|                                | –                          | REP               | –           | –           | 1.352        | 1,3          |
|                                | –                          | MLPD              | –           | –           | 28           | 0,0          |
|                                | –                          | ÖDP               | –           | –           | 161          | 0,2          |
|                                | –                          | PBC               | –           | –           | 86           | 0,1          |
| Gesamt                         | Gesamt                     | Gesamt            | 102.841     | 100         | 103.377      | 100          |
|                                |                            |                   |             |             |              |              |
| Ungültige Stimmen              | Ungültige Stimmen          | Ungültige Stimmen | 1.871       | 1,8         | 1.335        | 1,3          |
| Wähler                         | Wähler                     | Wähler            | 104.712     | 70,2        | 104.712      | 70,2         |
| Wahlberechtigte                | Wahlberechtigte            | Wahlberechtigte   | 149.178     |             | 149.178      |              |
|                                |                            |                   |             |             |              |              |
| Quellen: Der Bundeswahlleiter, |                            |                   |             |             |              |              |

## Bundestagswahl 1990
| Kandidaten                  | Kandidaten                 | Parteien/Listen   | Erststimmen | Erststimmen | Zweitstimmen | Zweitstimmen |
| Kandidaten                  | Kandidaten                 | Parteien/Listen   | Stimmen     | %           | Stimmen      | %            |
| --------------------------- | -------------------------- | ----------------- | ----------- | ----------- | ------------ | ------------ |
|                             | Manfred Kolbegewählt im WK | CDU               | 60.996      | 54,6        | 57.304       | 51,1         |
|                             | Osmar Brück                | SPD               | 22.563      | 20,2        | 23.169       | 20,6         |
|                             | Hans-Jürgen Sickert        | PDS               | 9.588       | 8,6         | 9.017        | 8,0          |
|                             | −                          | DSU               | –           | –           | 1.111        | 1,0          |
|                             | Hans-Georg Mehlhorn        | F.D.P.            | 10.937      | 9,8         | 12.679       | 11,3         |
|                             | Christian Sachse           | GRÜNE             | 7.558       | 6,8         | 5.998        | 5,3          |
|                             | –                          | BSA               | –           | –           | 39           | 0,0          |
|                             | −                          | LIGA              | –           | –           | 119          | 0,1          |
|                             | –                          | DIE GRAUEN        | –           | –           | 816          | 0,7          |
|                             | –                          | REP               | –           | –           | 1.332        | 1,2          |
|                             | –                          | KPD               | –           | –           | 47           | 0,0          |
|                             | –                          | NPD               | –           | –           | 306          | 0,3          |
|                             | –                          | ÖDP               | –           | –           | 141          | 0,1          |
|                             | –                          | Patrioten         | –           | –           | 12           | 0,0          |
|                             | –                          | SpAD              | –           | –           | 24           | 0,0          |
|                             | –                          | VAA               | –           | –           | 88           | 0,1          |
| Gesamt                      | Gesamt                     | Gesamt            | 111.642     | 100         | 112.202      | 100          |
|                             |                            |                   |             |             |              |              |
| Ungültige Stimmen           | Ungültige Stimmen          | Ungültige Stimmen | 2.639       | 2,3         | 2.079        | 1,8          |
| Wähler                      | Wähler                     | Wähler            | 114.281     | 74,2        | 114.281      | 74,2         |
| Wahlberechtigte             | Wahlberechtigte            | Wahlberechtigte   | 153.917     |             | 153.917      |              |
|                             |                            |                   |             |             |              |              |
| Quellen: Statistik Sachsen, |                            |                   |             |             |              |              |

## Wahlkreissieger
| Wahl | Name          | Partei | Erststimmen |
| ---- | ------------- | ------ | ----------- |
| 1998 | Manfred Kolbe | CDU    | 41,4 %      |
| 1994 | Manfred Kolbe | CDU    | 55,8 %      |
| 1990 | Manfred Kolbe | CDU    | 54,6 %      |